# Abdul-Fattah Al Agha
Abdul-Fattah Al Agha Nuaman (Aleppo, 1º agosto 1986) è un calciatore siriano, attaccante del Masr e della Nazionale siriana.

## Carriera

### Club
Comincia a giocare in patria, all'Al-Ittihad Aleppo. Nel 2010 si trasferisce in Egitto, al Wadi Degla. Nel gennaio 2015 viene prestato all'El Gouna. Nell'estate 2015 si trasferisce in Iraq, al Baghdad. Nel 2016 viene acquistato dal Masr, squadra della seconda serie egiziana.

### Nazionale
Ha debuttato in Nazionale nel 2004. Ha messo a segno la sua prima rete con la maglia della Nazionale il 20 agosto 2008, nell'amichevole Venezuela-Siria (4-1), in cui ha siglato la rete del definitivo 4-1. Ha messo a segno la sua prima doppietta con la maglia della Nazionale il 24 agosto 2009, nell'amichevole Siria-Sri Lanka (4-0), in cui ha siglato la rete del momentaneo 3-0 e quella del definitivo 4-0. Ha partecipato, con la Nazionale, alla Coppa d'Asia 2011.